# Mîroliubivka, Krasnohvardiiske
Mîroliubivka (în ucraineană Миролюбівка) este un sat în comuna Petrivka din raionul Krasnohvardiiske, Republica Autonomă Crimeea, Ucraina.

## Demografie
Componența lingvistică a localității Mîroliubivka
     Rusă (61,76%)
     Ucraineană (20,63%)
     Tătară crimeeană (14,84%)
     Alte limbi (1,01%)
Conform recensământului din 2001, majoritatea populației localității Mîroliubivka era vorbitoare de rusă (61,76%), existând în minoritate și vorbitori de ucraineană (20,63%) și tătară crimeeană (14,84%).